# Alveopora simplex
Espèce
Alveopora simplex est une espèce de coraux de la famille des Acroporidae.

## Taxonomie
Pour le WoRMS, ce taxon est un nomen nudum.

## Publication originale
(en) Christine Betterton, « A guide to the hard corals of Peninsula Malaysia (excluding the genus Acropora) », The Malayan Nature Journal, vol. 34, no 4,‎ juillet 1981, p. 171-336.